# Edgar Bruun
Edgar Helge Bruun (ur. 4 sierpnia 1905 w Oslo, zm. 30 października 1985 tamże) – norweski lekkoatleta, chodziarz.

## Życiorys
Bruun rozpoczął karierę sportową w 1928 roku. Trzykrotnie startował na igrzyskach olimpijskich w chodzie na 50 km. W 1936 zajął 5. miejsce z czasem 4:34:53,2 s, w 1948 był 4. z czasem 4:53:18 s, a w 1952 uplasował się na 17. pozycji z czasem 4:52:48,4 s.
W 1938 został brązowym medalistą mistrzostw Europy w chodzie na 50 km z czasem 4:44:35 s. Bruun jest także wielokrotnym medalistą mistrzostw Norwegii w chodzie na różnych dystansach.
Sześciokrotnie ustanawiał rekordy świata na różnych dystansach. 28 czerwca 1936 w Oslo pobił rekord świata w chodzie na 50 km, uzyskując czas 4:26:41 s.
W swojej karierze reprezentował barwy klubów IL Frogg Oslo i IK Hero Oslo.
Z zawodu był fryzjerem. Prowadził własny zakład fryzjerski w Kampen.
Zmarł 30 października 1985 w Oslo.